# Richard Bona
Richard Bona (ur. 28 października 1967 w Minta w Kamerunie) – kameruński multiinstrumentalista, gitarzysta basowy, perkusista i wokalista. Były członek amerykańskiej grupy Pat Metheny Group.
Pochodzi z rodziny muzyków, śpiewakami byli m.in. jego dziadek i matka. Już jako pięciolatek śpiewał wraz z nią w kościelnym chórze. W wieku 11 lat rozpoczął naukę gry na gitarze, a w 1980 roku po raz pierwszy wystąpił w jazzowym klubie w Duala. Jazzowe albumy, które dostał od właściciela klubu, ukształtowały jego zainteresowania muzyczne. Duży wpływ wywarły na niego nagrania Jaco Pastoriusa, które spowodowały, że skoncentrował się na grze na gitarze basowej.
W 1989 wyemigrował do Niemiec, a następnie przeniósł się do Francji, gdzie podjął studia muzyczne, a także grywał w klubach współpracując z takimi muzykami jak: Jacques Higelin, Didier Lockwood, Manu Dibango i Salif Keïta. W 1995 roku brał udział w nagraniu płyty My People Joe Zawinula, po czym wyruszył wraz z nim na światowe tournée. 
W 1995 przeniósł się do Nowego Jorku, gdzie brał udział jako sideman w nagraniach takich wykonawców jak: Larry Coryell, Mike Stern, Pat Metheny, Herbie Hancock, Chick Corea, Jacky Terrasson, Bob James, Sadao Watanabe, Branford Marsalis, David Sanborn, Regina Carter, Bobby McFerrin.

## Dyskografia
Albumy
| Scenes From My Life                              | - Data: 20 lipca 1999 - Wydawca: Columbia Jazz                | –   | –   | –  | –  |                    |
| Reverence                                        | - Data: 7 września 2001 - Wydawca: Columbia Jazz              | 93  | –   | –  | –  |                    |
| Munia (The Tale)                                 | - Data: 22 września 2003 - Wydawca: Universal Music France    | 90  | –   | –  | –  |                    |
| Toto Bona Lokua (oraz Gerald Toto i Lokua Kanza) | - Data: 20 kwietnia 2004 - Wydawca: No Format!                | –   | –   | –  | –  |                    |
| Tiki                                             | - Data: 2 października 2005 - Wydawca: Universal Music France | 118 | –   | 81 | 41 |                    |
| The Ten Shades of Blues                          | - Data: 19 października 2009 - Wydawca: Universal Jazz France | 116 | –   | 49 | –  |                    |
| Bonafied                                         | - Data: 22 kwietnia 2013 - Wydawca: Universal Jazz France     | 162 | 100 | –  | 33 | - POL: złota płyta |
| Heritage                                         | Data: 24 czerwca 2016                                         | -   | -   | -  | -  |                    |
| „–” oznacza, że album nie był notowany.          |                                                               |     |     |    |    |                    |

Albumy koncertowe
| Tytuł                       | Dane dot. albumu                                      | Pozycja na liście |
| Tytuł                       | Dane dot. albumu                                      | FRA               |
| --------------------------- | ----------------------------------------------------- | ----------------- |
| Bona Makes You Sweat - Live | - Data: 7 marca 2008 - Wydawca: Universal Jazz France | 167               |

Minialbumy
| Tytuł                 | Dane dot. albumu                      |
| --------------------- | ------------------------------------- |
| Kaze Ga kureta Melody | - Data: 2000 - Wydawca: Columbia Jazz |